# (14792) Thyeste
(14792) Thyeste, désignation internationale (14792) Thyestes, est un astéroïde troyen jovien.

## Description
(14792) Thyeste est un astéroïde troyen jovien, camp grec, c'est-à-dire situé au point de Lagrange L4 du système Soleil-Jupiter. Il présente une orbite caractérisée par un demi-grand axe de 5,167 UA, une excentricité de 0,082 et une inclinaison de 11,4° par rapport à l'écliptique.
Il est nommé en référence au personnage de la mythologie grecque Thyeste, acteur du conflit légendaire de la guerre de Troie.

## Compléments